# Tour d'Espiens
La tour d'Espiens se situe à Espiens, dans le département de Lot-et-Garonne et la région Nouvelle-Aquitaine. 

## Histoire
Édouard Ier, roi d'Angleterre, seigneur d'Irlande, duc de Guyenne depuis le 20 novembre 1272, charge par lettres patentes faites à Monflanquin le 12 novembre 1286 Bertrand-Raymond de Campagne (ou Champagne), son sénéchal d'Agenais, chevalier, Bernard de Saint-Loup ou Saint-Loubès, et bernard de Martin, citoyens et juges d'Agen, de recevoir en son nom, comme seigneur d'Agenais, les reconnaissances de fiefs que les prélats, barons, chevaliers, damoiseaux, communautés tiennent de lui en Agenais et Condomois.
Le 17 novembre 1286, Bertrand de Galard, damoiseau, seigneur d'Espiens, fils de Pierre de Galard, reconnaît devant ces commissaires et en présence de Fort Aner de Cazenove, chevalier, ancien maire de Bordeaux et sénéchal de Guyenne, Jean Costelh et Fortin Sanche de Vidailhac tenir dudit roi, seigneur d'Agenais, la moitié du château d'Espiens. Le 14 novembre, Pierre d'Auvignon, damoiseau, Gailhard de La Roche et Guillaume Raymond de Nazareth ont reconnu devant les mêmes commissaires tenir l'autre moitié du château, à savoir Pierre d'Auvignon le quart, et les deux autres, le huitième.
Le château avait été construit à la fin du XIIIe siècle. Le château était quadrangulaire et flanqué de tours d'angles carrées.
La famille de Galard était seigneur d'Espiens depuis le XIIe siècle. P. de Galard seigneur d'Espiens donna quittance à Alexandre de Caumont, seigneur de Ste-Bazeille, de 600 livres et d'autres 600 livres de rente annuelle constituées en dot à Marie de Caumont sa femme, sœur dudit Alexandre, le 22 septembre 1341 (Dom Villevieille tome 43). Bertrand de Galard meurt en 1401 sans héritiers. 
Aux XVe et XVIe siècles le château appartient à la famille de Pardaillan, en 1556 il est la propriété du duc d'Albret et aux carmélites de l'Incarnation à Paris. 
Le 26 juillet 1663, Paul de Mazelières a acquis la terre et la seigneurie d'Espiens en toute justice de Godefroy Maurice de La Tour d'Auvergne, duc de Bouillon, vicomte de Turenne, duc d'Albret et de Château-Thierry, comte d'Auvergne, d'Évreux, du Bas-Armagnac et de Nègrepelisse. Il fait construire le château de Mazelières, sur la route d'Espiens (CD 136). La famille a conservé la seigneurie jusqu'au XVIIIe siècle. 
La tour d'Espiens a été achetée en 1891 par la commune d'Espiens car elle se trouvait sur la parcelle du terrain sur laquelle a été construite la mairie école. La tour est demeurée intacte sur une grande partie de sa hauteur, mais un pan de mur s'est effondré dans les années 1975. Les autres tours ont été partiellement conservées et ont été intégrées dans des bâtiments. 
Le château a été inscrit au titre des monuments historiques le 22 février 1926,. 